# عبد الرؤوف الروابدة
عبد الرؤوف سالم  الروابدة من مواليد 1939 م في منطقة الصريح. يحمل شهادة البكالوريوس في الصيدلة من الجامعة الأمريكية في بيروت. انتسب في شبابه لجماعة الإخوان المسلمين. عمل الروابدة عضوًا في المجلس الوطني الاستشاري إضافة لعضوية مجلس النواب الأردني ومجلس الأعيان الأردني بعدها. تولّى كذلك منصب أمين عمّان ووزيرًا لعدة وزارات وعضوية لجان واتحادات منها رئاسته للاتحاد الأردني لكرة القدم، كما عمل محاضرًا في الصيدلة التي له عدة مؤلفات فيها إضافةً لمؤلفاتٍ في المجال السياسي.. حاصل على شهادة البكالوريوس في علوم الصيدلة من الجامعة الأمريكية في بيروت عام 1962.

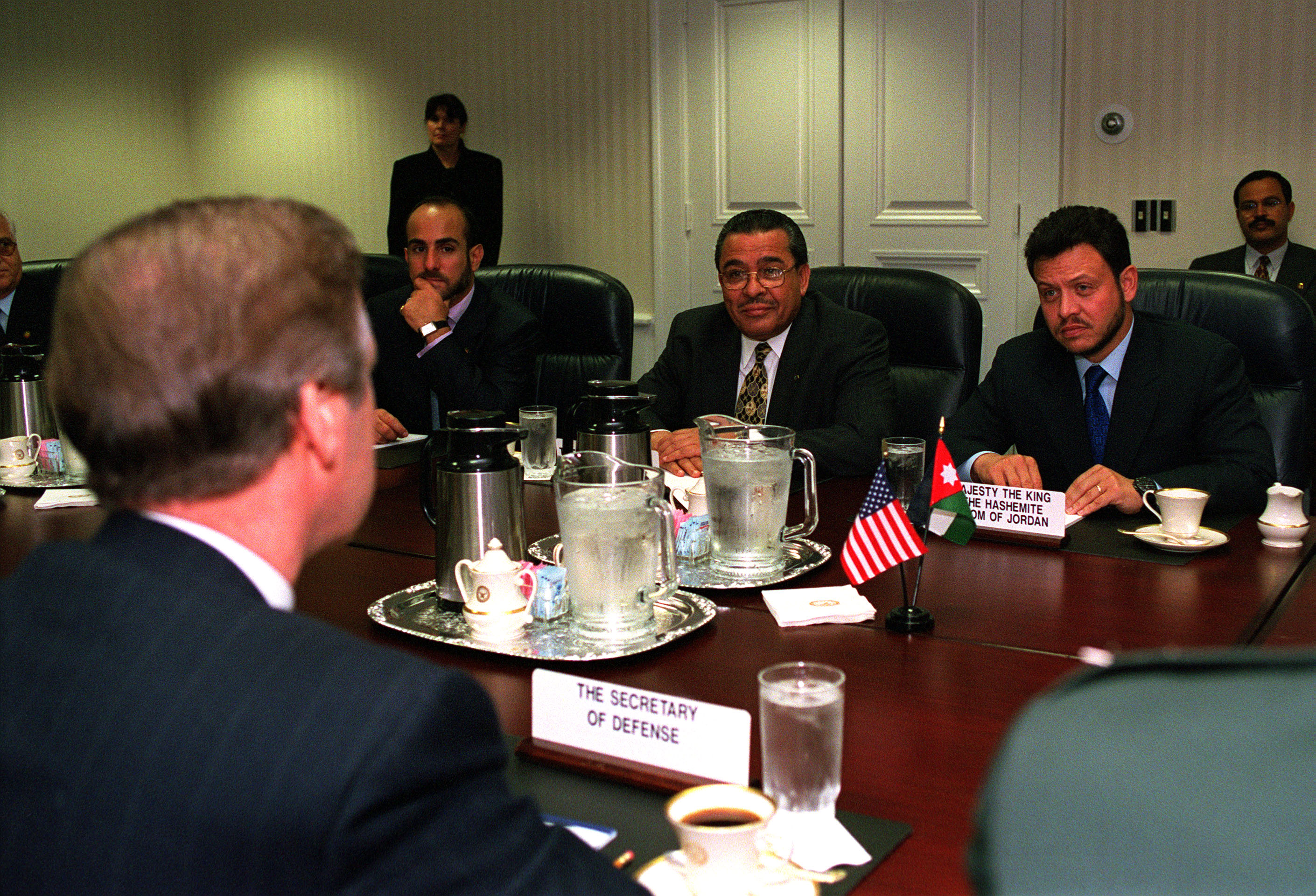
الملك عبد الله الثاني (يمين)، ملك المملكة الأردنية الهاشمية، ورئيس الوزراء عبد الرؤوف روابدة (جالس بجانب الملك) في لقاء مع وزير الدفاع وليام كوهين في البنتاغون في 20 مايو 1999.

## المهام التشريعية
- عضو المجلس الوطني الاستشاري الأول والثاني والثالث 1978 -  1983
- نائب رئيس المجلس الوطني الاستشاري نيسان 1982 - شباط 1983
- نائب في مجلس النواب الأردني الحادي عشر تشرين الثاني 1989 -  1993
- نائب في مجلس النواب الأردني الثاني عشر  1993 - 1997
- نائب في مجلس النواب الأردني الثالث عشر  1997 -  2001
- عضو مجلس الأعيان التاسع عشر، والنائب الأول للرئيس 2001 - أيار 2003
- نائب في مجلس النواب الأردني الرابع عشر، 2003 - 2007
- نائب في مجلس النواب الأردني الخامس عشر، 2007
- عضو مجلس الأعيان منذ عام 2010
- النائب الأول لرئيس مجلس الأعيان، 2010 - 2013
- رئيس مجلس الأعيان  2013 [5]

## المهام في الإدارة الحالية
- أمين العاصمة 1983 - 1986
- رئيس مجلس إدارة مؤسسة إعمار العاصمة 1983 - 1989
- أمين أمانة عمان الكبرى، 1987 - 1989
- وزيراً للصحة
- وزيراً للنقل والمواصلات
- وزيراً للأشغال العامة والإسكان
- وزيراً للتربية والتعليم
- عضو في مجلس الأعيان

## المهام في القطاع الخاص
رئيس مجلس الأمناء/كلية المجتمع الأردني كانون ثاني 1981 – كانون أول 1989
رئيس مجلس إدارة الفوسفات الأردنية أيار 1982 –تموز 1985
نائب رئيس مجلس إدارة شركة الأسمدة آب 1982 - تموز 1985
رئيس هيئة المديرين في شركة الزيتونة تموز 1982 – تموز 1992
عضو هيئة المديرين في في مدارس الأقصى منذ 1964
رئيس هيئة المديرين في في مدارس الأقصى من 1992- 1994

## المناصب الاخرى
- أمين عام حزب اليقظة 1993-1996
- نائب الأمين ورئيس الدائرة السياسية في الحزب الوطني الدستوري 1996-1997
- رئيس جمعية كليات الصيدلة في الجامعات الأردنية 1983-1989
- رئيس نادي الصريح الرياضي الثقافي 1974-1981
- رئيس الاتحاد الأردني لكرة القدم 1984-1985
- محاضر بكلية التمريض الأردنية 1964-1976
- محاضر بكلية الصيدلة الأردنية 1982-1989
- رئيس مجلس أمناء جائزة الملك عبد الله الثاني بن الحسين للابداع منذ 2001
- رئيس جمعية الصداقة الأردنية البولندية 1989-1990

## العضوية
- عضو نقابة الصيادلة الأردنية منذ عام 1962
- عضو اللجنة الأردنية لمكافحة تلوث البيئة منذ عام 1988
- عضو مجلس كلية الطب بالجامعة الأردنية 1981-1989
- عضو مجلس كلية الصيدلة بالجامعة الأردنية 1989-1991
- عضو لجنة المناهج والكتب المدرسية 1965-1976
- عضو اللجنة الأولومبية الأردنية 1984-1985
- عضو مجلس مستشفى الجامعة الأردنية1990
- عضو اللجنة الأردنية لحماية الطبيعة منذ عام 1994

## المؤلفات

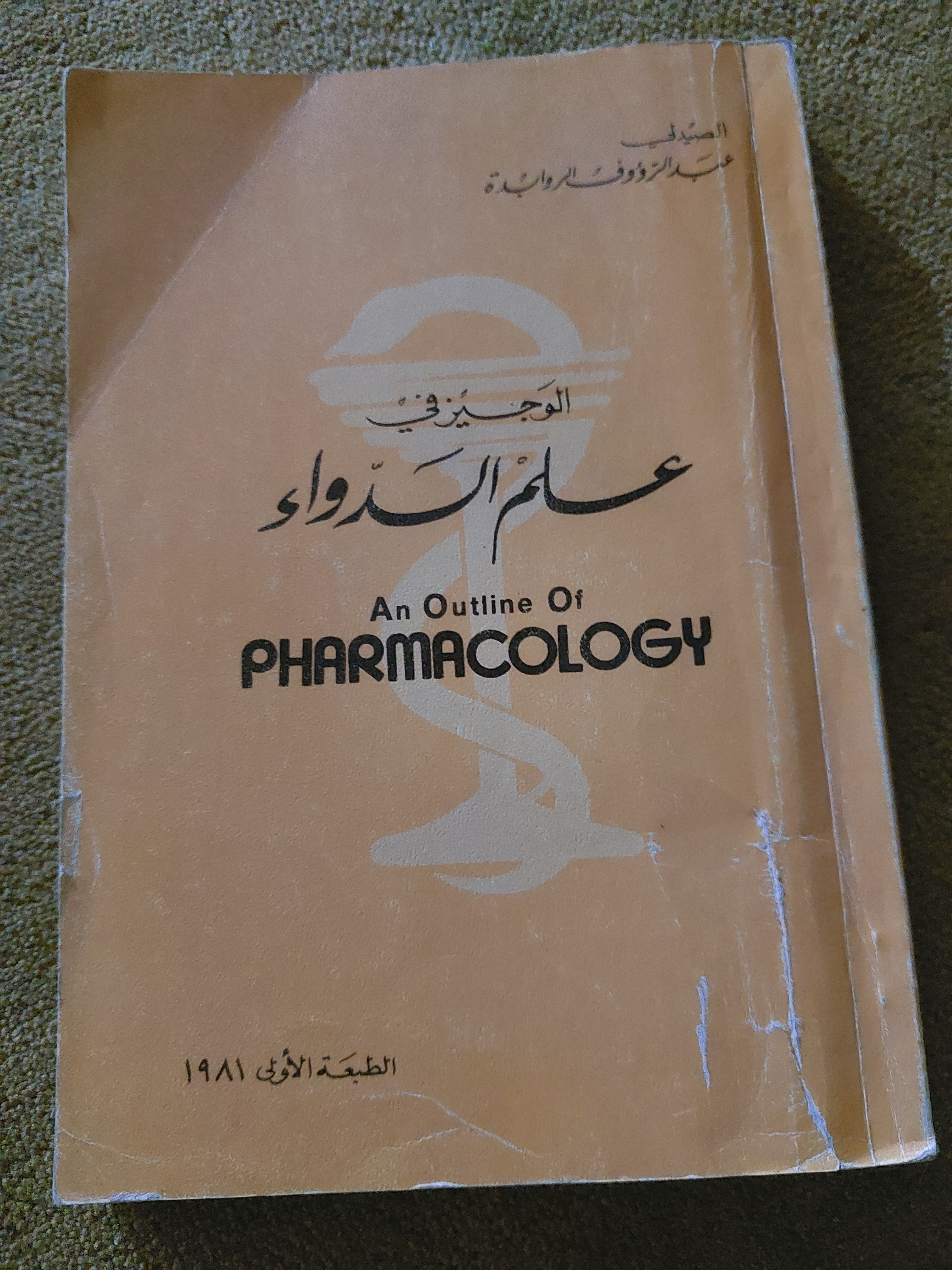

- الوجيز في عالم الدواء«ثلاث طبعات» 1965، 1981، 1988
- علم الصيدلة لمساعدي الصيادلة 1965
- علم الجراثيم لمساعدي الصيادلة«أربع طبعات» 1965، 1982، 1988، 1989
- علم الفسيولوجي لمساعدي الصيادلة 1965
- الديموقراطية بين النظرية والتطبيق 1992
- الانتخابات بين النظرية والتطبيق 1992
- التربية والمستقبل (وجهة نظر أردنية) 1996

## الأوسمة
- وسام الكوكب الأردني من الدرجة الأولى عام 1976
- وسام الشرف برتبة ضابط أكبر من الجمهورية الإيطالية عام 1983
- وسام الاستحقاق من جمهورية ألمانيا الاتحادية 1984
- وسام الشرف الفضي الأكبر من جمهورية النمسا عام 1987
- وسام التربية الممتاز عام 1978
- وسام النهضة الأردني الأول عام 1999
- وسام إيزابيلا كاتوليكا بدرجة الصليب العظيم من المملكة الإسبانية 1999
- وسام التفوق النرويجي من الدرجة الأولى عام 2000
- وسام الاستحقاق الوطني الفرنسي من الدرجة الأولى عام 2000

## مقالات عن الروابدة
حكاية أردنية اسمها عبد الرؤوف الروابدة

## روابط خارجية
- لقاء عبر برنامج الاتجاه المعاكس 1997

- لقاء عبر التلفزيون العربي عام 2023

| سلفه: عصام العجلوني | عبد الرؤوف الروابدة | خلفه: علي السحيمات |

| سلفه: فايز الطراونة | عبد الرؤوف الروابدة | خلفه: المهندس علي أبو الراغب |